# Charles Simons
Pour les articles homonymes, voir Simons.
Charles Simons est un footballeur belge né le 27 septembre 1906 à Anvers (Belgique) où il est mort le 5 août 1979.

## Biographie
Jouant dans l'entre-jeu au Royal Antwerp FC, Charles Simons est champion de Belgique en 1929 et en 1931. 
il a également joué 10 fois avec les Diables Rouges en 1931 et 1932.

## Palmarès
- International belge A en 1931 et 1932 (10 sélections)
- Présélectionné pour la Coupe du monde en 1934 (ne joue pas)
- Champion de Belgique en 1929 et 1931 avec le Royal Antwerp FC